# Óscar Salazar
Óscar Salazar Blanco, född 3 november 1977 i Mexico City, är en mexikansk taekwondoutövare.
Han tog OS-brons i flugviktsklassen i samband med de olympiska taekwondo-turneringarna 2004 i Aten.